# Pop Up Video
Pop Up Video é um programa de televisão americano da VH1 que apresenta "bolhas" (pops up) contendo curiosidades, chiliques e insinuações sexuais ao longo dos vídeos musicais. O show foi criado por Woody Thompson e Tad Low e estreou em 27 de outubro de 1996. Por um tempo, foi o programa de maior audiência no canal VH1, embora o Behind the Music tenha ultrapassado ele em 1998.
Em outubro de 2011 o Pop Up Video foi relançado pelo VH1, com novos vídeos com novas curiosidades e comentários.

## Formato
A maioria dos episódios do Pop Up Video é exibido quatro ou cinco vídeos musicais, selecionadas para incluir novo, mais velho, "clássico" e "extrovertido". As bolhas que surgem em cada vídeo, aparecem geralmente a cada 10-15 segundos; seu conteúdo é dividido entre informações sobre o artista em destaque, a produção do vídeo, e fatos aleatórios. Um dos roteiristas do programa da equipe é atribuído a cada vídeo. Os custos de produção de cada episódio possui um gasto de cerca de US$ 30.000.
A informação "aleatória", apresentado em bolhas frequentemente incluídos estatísticas e demografia, curiosidades médicas, científicas e históricas, definições e listas de uma ampla gama de assuntos. Gary Burns do jornal Journal of Popular Film and Television, observa como um tema recorrente "tentativa dos produtores de transformar praticamente todos os vídeo em bateu-se em uma piada suja."
Muitas vezes, a equipe de filmagem do vídeo em questão seria entrevistado no processo de pesquisa; todos, desde o diretor de maquiadores, coreógrafos, modelos e figurantes podem ser usados como fontes. Além disso, os produtores solicitaram informações por meio de uma linha telefônica (exibido durante os créditos finais) e páginas na internet. Fatos gerais são de duplo ou tripla-fonte, de acordo com os produtores.